# Ptilotus drummondii
Ptilotus drummondii är en amarantväxtart som först beskrevs av Horace Bénédict Alfred Moquin-Tandon, och fick sitt nu gällande namn av Ferdinand von Mueller. Ptilotus drummondii ingår i släktet Ptilotus och familjen amarantväxter.

## Underarter
Arten delas in i följande underarter:
- P. d. drummondii
- P. d. minor